# Bommershoven
Bommershoven est une section de la ville belge de Tongres-Looz (Tongeren-Borgloon) située en Région flamande dans la province de Limbourg. C'était une commune à part entière avant la fusion des communes de 1971. 
Elle contient le hameau de Haren qui donna son nom à une très éphémère fusion de communes (entre Pirange (Piringen), Widoye (Widooie) et Bommershoven, commune annulée juste avant la grande Fusion des Communes qui sépara ces 3 communes entre Looz et Tongres), à ne pas confondre avec l'ancienne commune de Haren (Brabant) fusionnée à Bruxelles-Ville en 1921 (ancien aéroport, sièges OTAN, ...).
La voie romaine Tongres-Tirlemont traverse le village.

## Démographie

### Évolution démographique
- Sources : INS, Rem. : 1831 jusqu'en 1961 = recensements[2].